# Hankuk Universität für Fremdsprachen
Die Hankuk Universität für Fremdsprachen (Kurzform HUFS aus der englischen Bezeichnung Hankuk University of Foreign Studies) ist eine private Universität mit zwei Standorten in Seoul und Yongin, Südkorea. Die Universität wurde 1954 als die erste auf Fremdsprachen-Bildung spezialisierende Hochschule in Südkorea gegründet. 
Die Hochschule zählt nach einem Ranking der südkoreanischen Tageszeitung JoongAng Ilbo momentan zu den zehn besten Universitäten Südkoreas.

## Geschichte
Die Hankuk Universität für Fremdsprachen wurde von dem Unternehmer Kim Heung-bae gegründet. Dieser erkannte die Notwendigkeit der Fremdsprachenbildung für das im Koreakrieg verwüstete Land. Kim errichtete vorerst im Jahr 1952 die Dongwon-Bildungsstiftung für eine rechtliche und finanzielle Grundlage zur Universitätsgründung. Im Januar 1954 wurde die Gründung genehmigt und am 20. April 1954 eröffnete die Hankuk Universität für Fremdsprachen. Die Hochschule bestand aus den fünf Abteilungen für Englisch, Französisch, Chinesisch, Deutsch und Russisch und wurde von einem Dekan geleitet.
Die Hankuk Universität für Fremdsprachen war damals die erste südkoreanische Hochschule, die sich auf die Ausbildung in Fremdsprachen spezialisierte. Im Jahr 1955 wurde die Abteilung für Spanisch eingerichtet. Bis dahin benutzte die Universität eine vorläufige Unterbringung in einem Bürogebäude in Jongno 2-ga. Im September 1957 bezog sie den neu errichteten heutigen Campus Seoul in Imun-dong. Im Jahr 1958 schlossen die ersten 133 Absolventen ihr Studium an der Hankuk Universität für Fremdsprachen ab.
Im September 1979 gründete die Universität eine Zweigstelle in Yongin in der hauptstadtnahen Provinz Gyeonggi-do, dem heutigen Global-Campus. Im Oktober 1980 erhielt sie den Status einer Volluniversität mit den Colleges Okzidentale Sprachen, Orientalische Sprachen, Rechtswissenschaften, Wirtschaftswissenschaften, Pädagogik und Naturwissenschaften. Weitere Sprachabteilungen kamen mit den Jahren hinzu: im Jahr 2008 wurden zwei neue Sprachabteilungen für Mongolisch und Ukrainisch gegründet. 

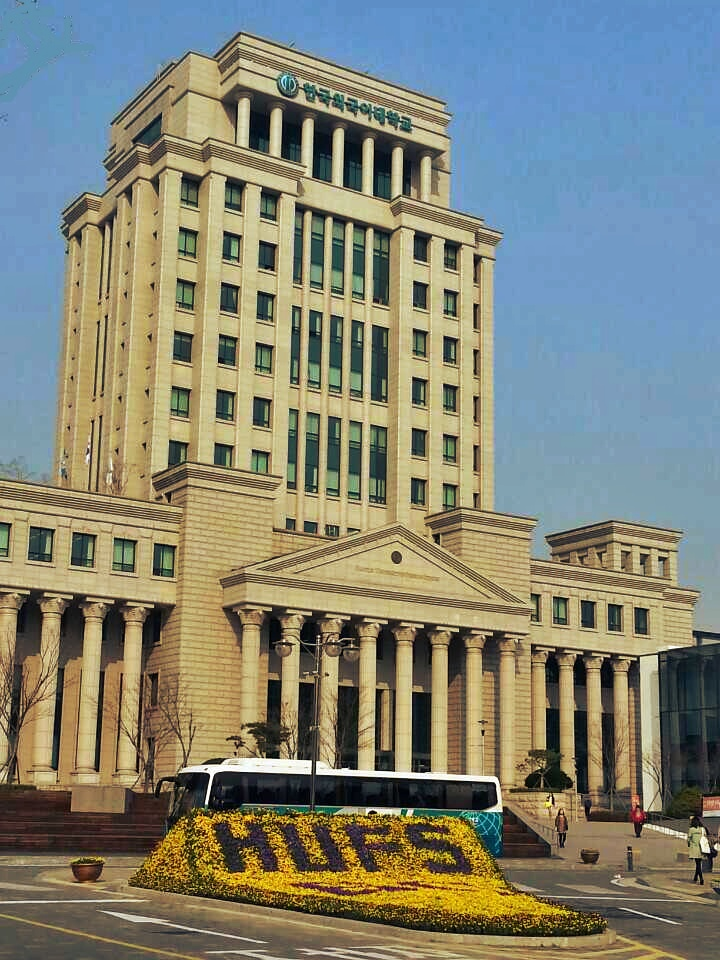
Verwaltungsgebäude im Seoul-Campus

## Standorte
Die Universitätseinrichtungen der HUFS sind in zwei Standorte aufgeteilt: dem Seoul-Campus, dem Hauptstandort und dem Global-Campus in Yongin, Gyeonggi-do.
Der Seoul-Campus befindet sich seit 1957 in Imun-dong, Dongdaemun-gu, einem östlichen Teil Seouls.

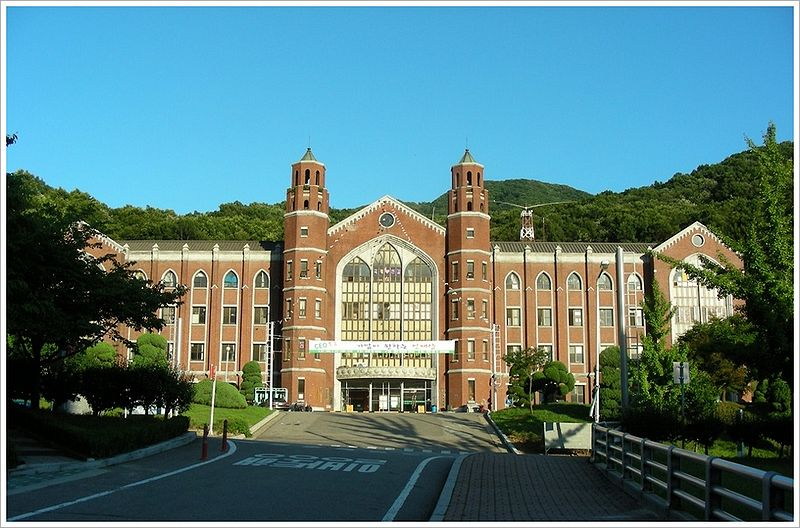
Global-Campus

Der Global-Campus wurde 1979 als Yongin-Campus gegründet. Gegründet als Zweigschule der Universität, besitzt er heute sein eigenes akademisches Profil.

## Organisation

### Colleges

#### Seoul-Campus
| - College of English - College of Japanese - College of Chinese - College of Occidental Languages - College of Oriental Languages - College of Social Sciences | - College of Law - College of Business and Economics - College of Global Business Administration - College of Education - Division of International Studies |

#### Global-Campus
| - College of Interpretation and Translation - College of Central and East European Studies - College of Languages and Literature - College of Humanities - College of Economics and Business | - College of Natural Science - College of Information and Industrial Engineering - Open Major Division of Humanities & Social Studies - Open Major Division of Science & Engineering - Division of International Sport & Leisure |

### Studiengänge

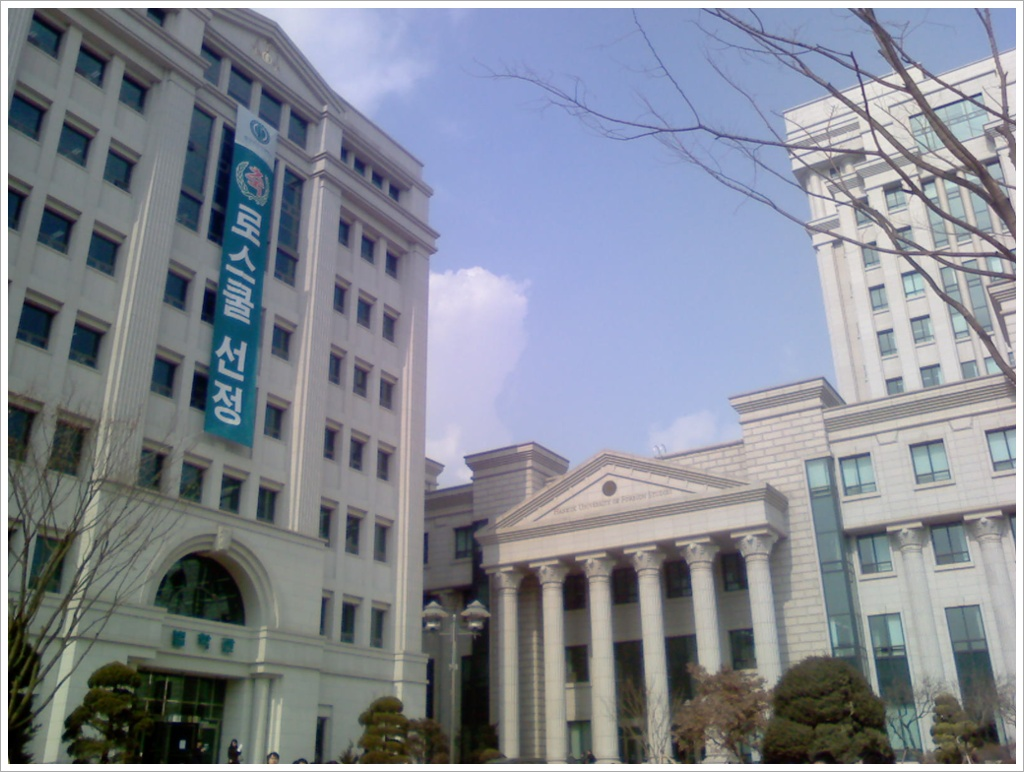
Das College of Law im Seoul-Campus

- Folgende Sprachstudiengänge sind in beiden Campus gemeinsam eingerichtet:

| - - Englisch - Französisch - Deutsch - Japanisch - Chinesisch - Spanisch - Russisch | - - Italienisch - Portugiesisch, Brasilianisch - Malaiisch, Indonesisch - Arabisch - Thailändisch - Indisch |

| - Folgende Sprachstudiengänge sind nur im Seoul-Campus eingerichtet: - Niederländisch - Schwedisch, Dänisch, Norwegisch - Vietnamesisch - Türkisch, Aserbaidschanisch - Iranisch - Mongolisch - Koreanisch für Ausländer | - Folgende Sprachstudiengänge befinden sich nur im Global-Campus in Yongin: - Polnisch - Rumänisch - Tschechisch, Slowakisch - Ungarisch - Serbisch, Kroatisch - Ukrainisch - Griechisch - Bulgarisch - Kasachisch, Usbekisch - isiZulu, Hausa, Swahili |

| - Weitere Studiengänge im Seoul-Campus: - Internationale Studien - Sozialwissenschaften - Rechtswissenschaften - Pädagogik - Betriebs- und Volkswirtschaftslehre | - Weitere Studiengänge im Global-Campus: - Geisteswissenschaften - Volks- und Betriebswirtschaftslehre - Naturwissenschaften - Informatik und industrielle Technologie |

## Partneruniversitäten
| - Johannes-Gutenberg-Universität Mainz, Deutschland - Universität Hamburg, Deutschland - Julius-Maximilians-Universität Würzburg, Deutschland - Universität Ljubljana, Slowenien - Comenius-Universität Bratislava, Slowakei - Tenri University, Japan - Universität Sophia, Japan - Universität Waseda, Japan - Kanda University of International Studies, Japan - Universität Toyo, Japan - Universität Tokio, Japan - Reitaku University, Japan - Universität Tsukuba, Japan - Fremdsprachenuniversität Tokio, Japan - Universität Yamaguchi, Japan - Oberlin University, Japan - Universität Fukushima, Japan - Bunkyo University, Japan - Josai University, Japan - Universität Nagoya, Japan - Tsurumi University, Japan - Singapore Management University, Singapur - Landesuniversität Almaty, Kasachstan - Nationale Universität Al-Farabi Kazakh, Kasachstan - Kasachisches Institut für Management, Wirtschaft und Prognostizierung, Kasachstan - Internationale Universität der Mongolei, Mongolei - Azerbaijan University of Languages, Aserbaidschan - Yerevan State Linguistic University, Armenien - König-Saud-Universität, Saudi-Arabien | - Seoul National University, Südkorea - Yonsei University, Südkorea - Korea University, Südkorea - Hanyang University, Südkorea - Kyung-Hee-Universität, Südkorea - Korean National University of Arts, Südkorea - Hongik University, Südkorea - Koreanische Nationale Polizeiuniversität, Südkorea - Koreanische Militärschule, Südkorea - Dongguk University, Südkorea - Konkuk University, Südkorea - Sookmyung Women’s University, Südkorea - Kookmin University, Südkorea - Duksung Women’s University, Südkorea - Changwon National University, Südkorea - Busan University of Foreign Studies, Südkorea - University of Ulsan, Südkorea - Pyeongtaek University, Südkorea - Jeju College of Technology, Südkorea - Seoul Digital University, Südkorea - Cyber Hankuk University of Foreign Studies, Südkorea |